# Dance on Broadway
Dance on Broadway es un videojuego de baile para Wii y PlayStation 3. Publicado por Ubisoft Paris - creadores de la franquicia de juegos de Just Dance - Dance on Broadway es igualmente un juego de música  basado en baile, pero con temas extraídos de musicales en lugar de música popular. Además, es parte de la franquicia Just Dance.

## Modo de juego
El juego tiene un modo de juego principal, en el que los jugadores pueden elegir entre cualquiera de los 20 temas del juego y bailar - solo o hasta con tres jugadores adicionales - siguiendo los movimientos de los bailarines que aparecen en pantalla. En la mayoría de las canciones todos los jugadores realizan los mismos movimientos en sintonía unos con otros, pero algunas incluyen pasos individuales para algunos jugadores, por ejemplo en "My Favourite Things", en la que un jugador toma el papel de Maria von Trapp, haciendo pasos diferentes a los de los demás, quienes interpretan a uno de los tres niños von Trapp. Las diferentes etapas de los diferentes actores se representan a través del uso de diferentes colores y siluetas de los bailarines que aparecen en pantalla.
La puntuación de los jugadores dependerá de lo bien que imiten las acciones de los bailarines y los movimientos consecutivos que realicen. Una barra de progreso muestra los puntos de los jugadores a lo largo de la canción y el ganador se revela al final de cada pista.

## Lista de amigos
| Canción                            | Espectáculo                      | Dificultad | Esfuerzo | Año  | Coreografía |
| ---------------------------------- | -------------------------------- | ---------- | -------- | ---- | ----------- |
| All That Jazz                      | Chicago                          | 1          | 2        | 1975 | ♀/♀/♀/♀     |
| Aquarius - Sunshine medley         | Hair                             | 1          | 1        | 1969 | ♀/♀/♂/♂     |
| Bend & Snap                        | Legally Blonde                   | 2          | 3        | 2001 | ♀/♀/♀/♀     |
| Cabaret                            | Cabaret                          | 3          | 2        | 1972 | ♀/♀/♀/♀     |
| Dreamgirls                         | Dreamgirls                       | 1          | 2        | 1981 | ♀/♀/♀/♀     |
| Fame                               | Fame                             | 1          | 3        | 1980 | ♀/♀/♂/♂     |
| Good Morning Baltimore             | Hairspray                        | 1          | 1        | 2002 | ♀/♀/♀/♀     |
| Just Can't Wait to be King         | El Rey León                      | 2          | 2        | 1994 | ♀/♂/♂/♂     |
| Little Shop of Horrors             | Little Shop of Horrors           | 2          | 3        | 1982 | ♀/♀/♀/♀     |
| Luck Be a Lady                     | Guys and Dolls                   | 3          | 2        | 1950 | ♂/♀/♀/♂     |
| Lullaby of Broadway                | Gold Diggers of 1935/42nd Street | 2          | 2        | 1935 | ♂/♀/♂/♀     |
| Money, Money                       | Cabaret                          | 3          | 3        | 1972 | ♂/♀/♂/♀     |
| My Favorite Things                 | The Sound of Music               | 1          | 2        | 1959 | ♀/♀/♀/♀     |
| One Night Only                     | Dreamgirls                       | 3          | 3        | 1981 | ♀/♀/♀/♀     |
| Roxie                              | Chicago                          | 1          | 2        | 1975 | ♂/♂/♂/♀     |
| Supercalifragilisticexpialidocious | Mary Poppins                     | 2          | 3        | 1964 | ♂/♀/♀/♂     |
| Thoroughly Modern Millie           | Thoroughly Modern Millie         | 3          | 3        | 1967 | ♀/♀/♀/♀     |
| The Time Warp                      | The Rocky Horror Show            | 3          | 3        | 1973 | ♂/♂/♀/♀     |
| We're in the Money                 | Gold Diggers of 1933/42nd Street | 2          | 3        | 1933 | ♀/♀/♀/♀     |
| You Can't Stop the Beat            | Hairspray                        | 2          | 2        | 2002 | ♀/♀/♀/♀     |

## Recepción
El juego cuenta actualmente con una puntuación de 48/100 en Metacritic, indicando que "en general tiene comentarios desfavorables".
The Guardian dice "corto, solo 20 canciones... decepcionante" y se quejó de que el movimiento de seguimiento "falla estrepitosamente", pero admitió que este fallo "no va en detrimento de la diversión del juego en lo más mínimo".
GameFocus criticó la ausencia de un modo carrera, diciendo que el juego "tiene lagunas en cuanto al sentido de progresión y/o logro".